# Кевін Келлехер
Кевін Оран Келлехер (ірл. Caoimhín Odhrán Kelleher, нар. 23 листопада 1998, Корк, Республіка Ірландія) — ірландський футболіст, воротар клубу «Ліверпуль» та національної збірної Ірландії.

## Кар'єра

### Клубна кар'єра
Долучився до академії «Ліверпуля» 2015 року, грав за команди різних віків. Влітку 2018 року брав участь у матчах передсезонного турне в США. Того ж року підписав новий контракт із «Ліверпулем». Уперше потрапив до заявки основної команди на матч третього раунду Кубку Англії з футболу 2018—2019 проти «Вулвергемптон Вондерерз». Був запасним воротарем на переможному для «Ліверпуля» Фіналу Ліги чемпіонів УЄФА 2019 проти «Тоттенгем Готспур» та Суперкубку УЄФА 2019 проти Челсі, який «Ліверпуль» також виграв. Кевін став 12-м футболістом в історії Ірландії, який виграв Лігу чемпіонів УЄФА та першим після Джона О'Ші, який зробив це 2008 року. В сезоні 2019–20 став регулярно потрапляти на лаву запасних на матчі АПЛ. Дебютував за основну команду «Ліверпуля» 25 вересня 2019 року в виїзному матчі третього раунду Кубка Англійської ліги проти «Мілтон Кінс Донс». У тій грі Келлехер зробив кілька вражаючих сейвів і зберіг свої ворота в недоторканності, а «Ліверпуль» переміг із рахунком 2:0.

### Міжнародна кар'єра

#### Юнацькі та молодіжні збірні
У 2015 році Келлехер брав участь у чемпіонаті Європи U-17, де зіграв за збірну Ірландії у всіх трьох матчах групового етапу, проте з групи Ірландія не вийшла. Виступав також за збірну U-19. У 2019 дебютував за молодіжну збірну Ірландії в матчі проти Люксембургу.

#### Національна збірна
6 листопада 2018 року вперше викликаний до національної збірної Ірландії на товариський матч проти Північної Ірландії і на гру Ліги Націй УЄФА проти збірної Данії.

## Особисте життя
Кевін має старшого брата Фіакра, який також футболіст і грає за менш відомий англійський клуб «Маклсфілд Таун». Також ще троє його старших братів успішно грали в герлінг на регіональному рівні.

## Досягнення
- «Ліверпуль»

Переможець Ліги чемпіонів УЄФА (1): 2018-19
Володар Суперкубка УЄФА (1): 2019
Чемпіон Англії (2): 2019-20, 2024-25
Володар Кубка Футбольної ліги (2): 2021-22, 2023-24
Володар Кубка Англії (1): 2021-22
Володар Суперкубка Англії (1): 2022